# Општина Градинари (Ђурђу)
Градинари (рум. Grădinari) општина је у Румунији у округу Ђурђу.
Oпштина се налази на надморској висини од 96 m.